# 松平町
松平町（まつだいらちょう）は、かつて愛知県東加茂郡にあった町。現在の豊田市松平町である。
松平氏・徳川氏の発祥地である松平郷を中心とした町である。昭和40年代の広域合併で豊田市に編入合併され、平成の大合併以前の豊田市の南東部の地域に該当した。

## 地理
愛知県のほぼ中央部にある。美濃三河高原の南西端に位置し、西側は岡崎平野の一部となっている。面積は43.84 km2であり、東加茂郡の自治体の中では最も小さかった。
矢作川やその支流の巴川沿いの町である。現在、町の西部は住宅開発が進み、東海環状自動車道豊田松平ICが設置されている。松平郷などの町の東部は山間部の農村地帯である。

### 隣接していた自治体
- 豊田市
- 岡崎市
- 東加茂郡足助町
- 東加茂郡下山村

## 沿革
江戸時代末期、この地域は三河国加茂郡であり、交代寄合の松平郷松平家領、奥殿藩領、吉田藩領、旗本領、寺社領などであった。
- 1889年（明治22年）10月1日 - 町村制により松平村が発足。
- 1906年（明治39年）5月1日 - 松平村、小川村、志賀村と、豊栄村の大部分[2]と穂積村の一部[3]が合併し、松平村となる。
- 1947年（昭和22年）- 松平村立松平中学校が設置される。
- 1949年（昭和24年）- 愛知県立加茂高等学校松平分校が設置される。
- 1961年（昭和36年）11月1日 - 松平村が町制施行して松平町が発足。
- 1970年（昭和45年）4月1日 - 豊田市に編入合併され、松平町は廃止される。

## 教育
高等学校
- 愛知県立足助高校分校（現・愛知県立松平高等学校）

中学校
- 松平町立松平中学校（現・豊田市立松平中学校）

小学校
- 松平町立幸海小学校（現・豊田市立幸海小学校）
- 松平町立岩倉小学校（現・豊田市立岩倉小学校）
- 松平町立九久平小学校（現・豊田市立九久平小学校）
- 松平町立滝脇小学校（現・豊田市立滝脇小学校）
- 松平町立豊松小学校（現・豊田市立豊松小学校）

## 経済

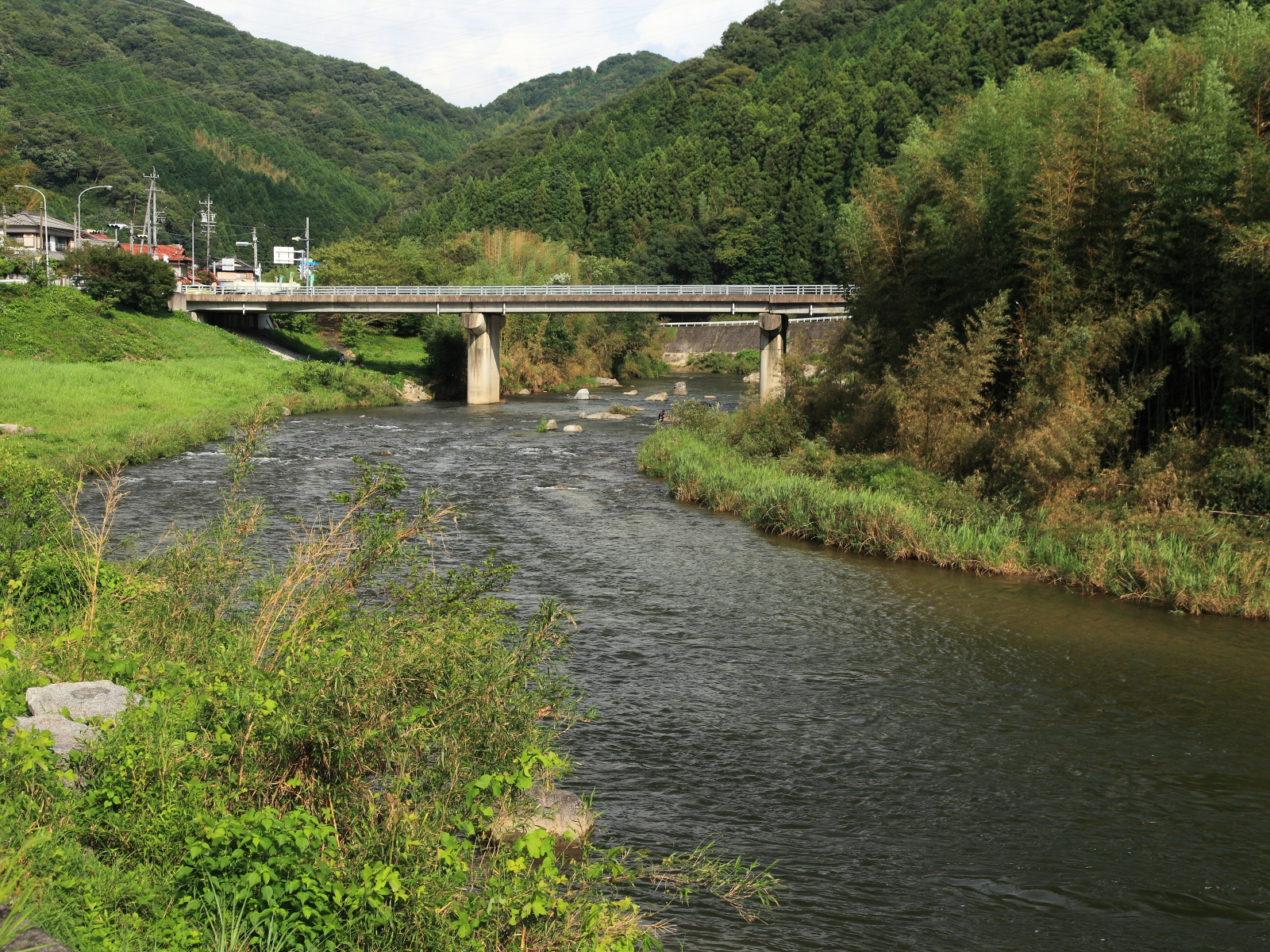
足助と九久平の中間付近を流れる巴川

江戸時代には岡崎城と足助を結ぶ足助街道が通っており、岡崎や足助との結びつきが強かった。足助街道に沿って矢作川支流の巴川が流れているが、松平は巴川の最も上流の川港であり、物資を積み替えて足助に運ぶ拠点となっていた。
自動車が交通の主流となった後も、岡崎市＝足助町間には毎日10数往復の路線バスが運行されており、やはり岡崎との結びつきが強かった。しかし、特に1960年代から豊田市が自動車産業で発展し、豊田市との結びつきが強まっていった。1965年時点では669人が豊田市に通勤し、172人が岡崎市に通勤していた。

## 神社・仏閣

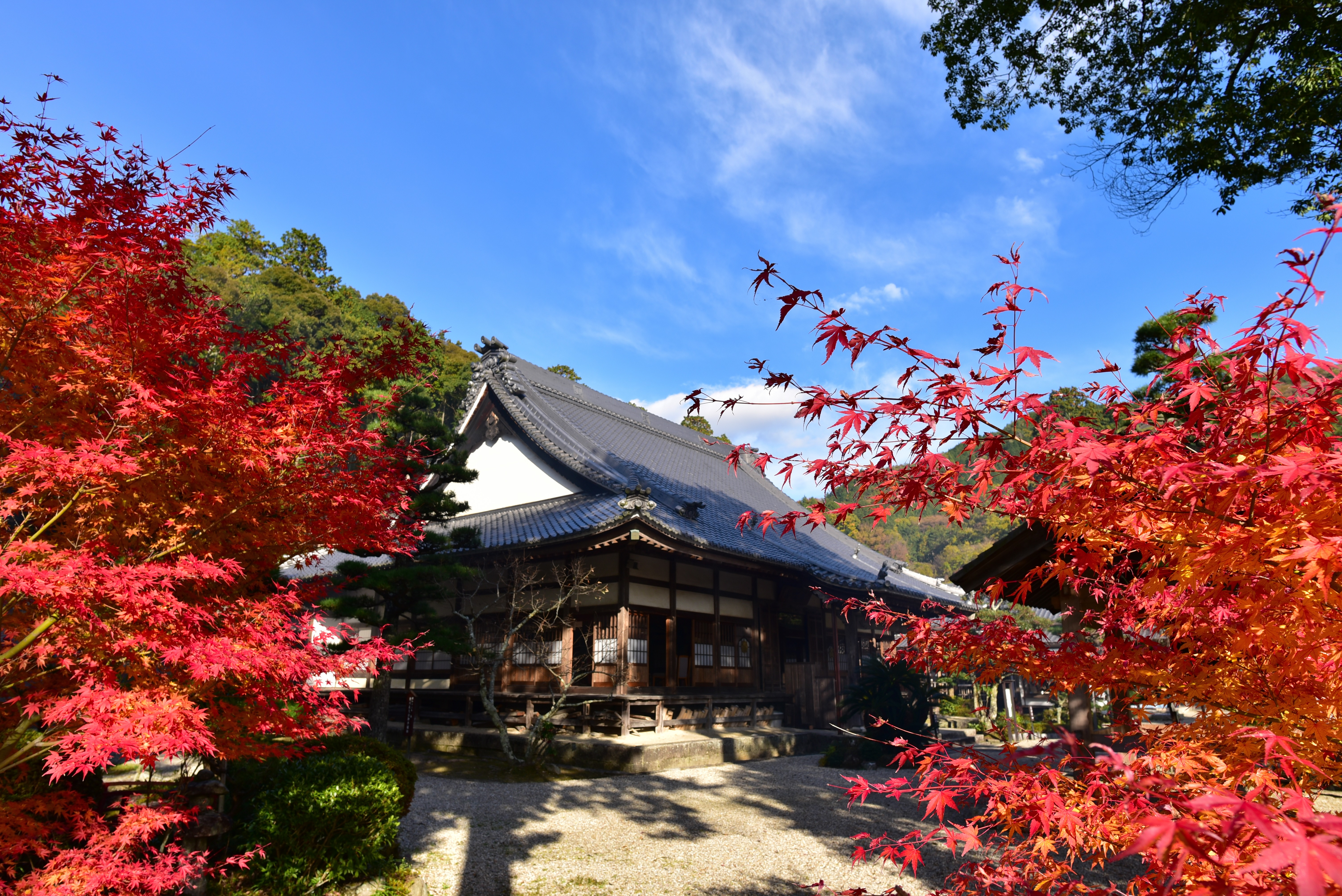
高月院

- 六所神社 - 三河国三霊山である六所山にある神社。
- 松平東照宮 - 松平氏館跡地にある神社。祭神は誉田別尊（応神天皇）や徳川家康など。国の史跡。
- 高月院 - 浄土宗の寺院。1367年に足助重政が建立。
- 長福寺 - 1443年（嘉吉3年）の開基とされる。

## 娯楽・祭礼

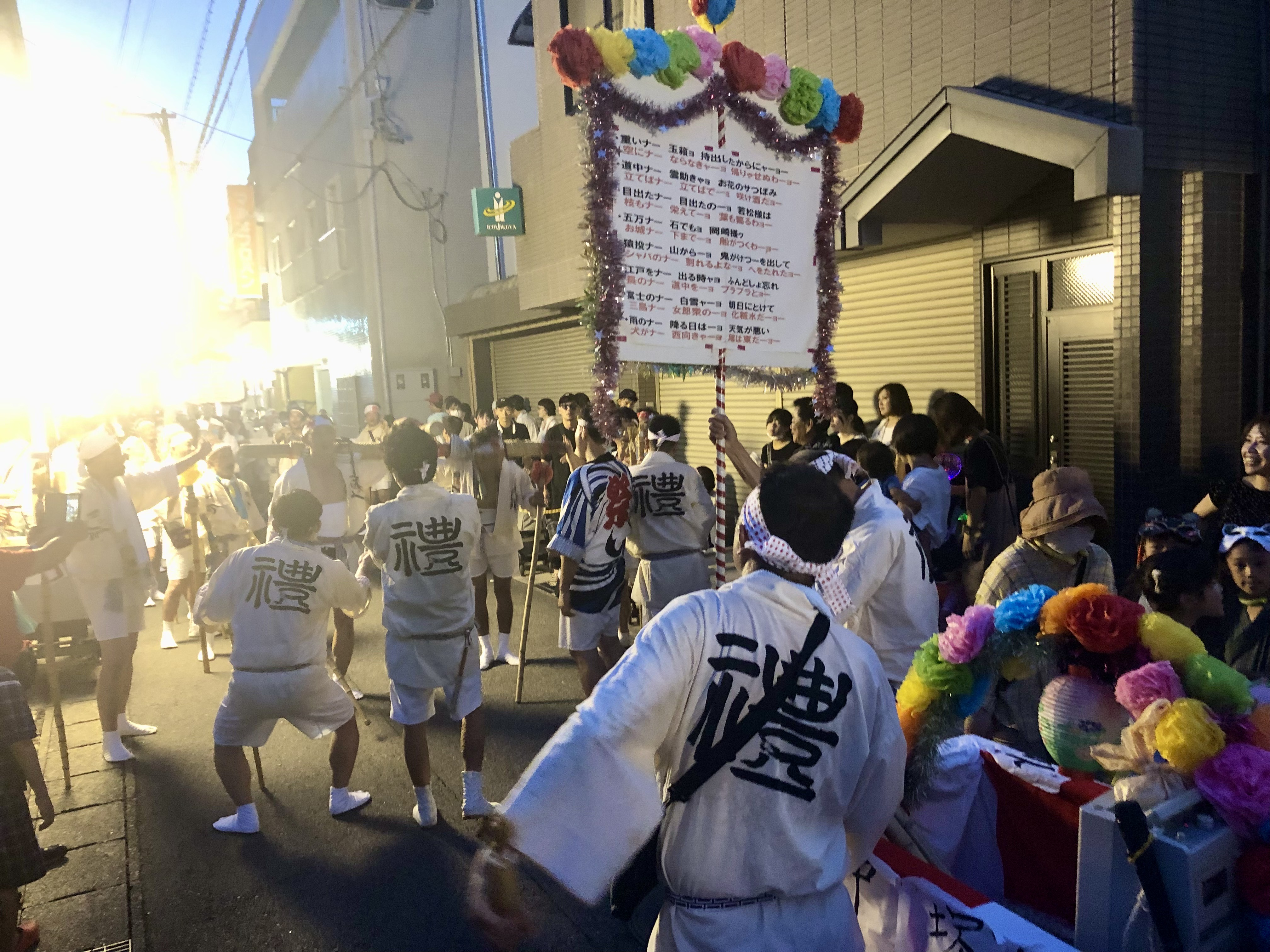
巴川金魚花火

- 弁天座 - 大正時代から昭和30年代まであった劇場・映画館。なお、1960年（昭和35年）の東加茂郡には、西盛座（足助町）、足助劇場（足助町）、小渡劇場（旭町）も含めて4館の映画館があった[注 1]。
- 金魚花火 - 大正時代から昭和30年頃にかけて、巴川の松生嶋付近で「金魚花火」という祭りが行われていた。近年、「巴川金魚花火」として復活した（後援：松平観光協会）。花火の前に地元男性が「雲助道中」を歌いながら九久平商店街を練り歩く[7]。